# Kyffhäuserkreis
Huyện Kyffhäuser là một huyện ở phía bắc Thüringen, Đức. Các huyện giáp ranh là: Mansfeld-Südharz, Saalekreis und Burgenlandkreis in Saxony-Anhalt, và the districts Sömmerda, Unstrut-Hainich và Eichsfeld.
Vào thế kỷ 12, có một lâu đài trên nứi Kyffhäuser được xây trong thời kỳ trị vì của hoàng đế Frederick I. Từ năm 1579, khu vực này thuộc Sachsen, và sau năm 1815 thì được chia ra giữa tỉnh Sachsen của Phổ Schwarzburg-Sondershausen.
Năm 1952, hai huyện Artern và Sondershausen được thành lập. Hai huyện này được sáp nhập năm 1994.

## Thị xã và đô thị
| Thị trấn không thuộc Verwaltungsgemeinschaft                                                     | và đô thị |
| ------------------------------------------------------------------------------------------------ | --- |
| 1. Artern 2. Bad Frankenhausen 3. Ebeleben 4. Großenehrich 5. Roßleben 6. Sondershausen 7. Wiehe | 1. Abtsbessingen 2. Bellstedt 3. Donndorf 4. Freienbessingen 5. Helbedündorf 6. Holzsußra 7. Rockstedt 8. Thüringenhausen 9. Wolferschwenda |

| Verwaltungsgemeinschaften | Verwaltungsgemeinschaften | Verwaltungsgemeinschaften |
| --- | --- | --- |
| 1. An der Schmücke 1. Bretleben 2. Etzleben 3. Gorsleben 4. Hauteroda 5. Heldrungen1, 2 6. Hemleben 7. Oberheldrungen 8. Oldisleben 2. Greußen 1. Clingen2 2. Greußen1, 2 3. Niederbösa 4. Topfstedt 5. Trebra 6. Wasserthaleben 7. Westgreußen | 3. Kyffhäuser 1. Badra 2. Bendeleben1 3. Göllingen 4. Günserode 5. Hachelbich 6. Oberbösa 7. Rottleben 8. Seega 9. Steinthaleben | 4. Mittelzentrum Artern [seat: Artern] 1. Borxleben 2. Gehofen 3. Heygendorf 4. Ichstedt 5. Kalbsrieth 6. Mönchpfiffel-Nikolausrieth 7. Nausitz 8. Reinsdorf 9. Ringleben 10. Voigtstedt |
| 1thủ phủ của Verwaltungsgemeinschaft;2thị trấn | | |